# أوجين إيساييه
أوجين إيساييه (16 يوليو 1858 - 12 مايو 1931)، عازف كمان وملحن وقائد فرقة موسيقية بلجيكي كان يلقب ب «ملك الكمان» أو كما لقبة ناثان ميلشتاين ب «القيصر».

## روابط خارجية
- أوجين إيساييه على موقع الموسوعة البريطانية (الإنجليزية)
- أوجين إيساييه على موقع ميوزك برينز (الإنجليزية)
- أوجين إيساييه على موقع أول ميوزيك (الإنجليزية)
- أوجين إيساييه على موقع ديسكوغز (الإنجليزية)